# Маріанна Паулуччі
Маркіза Маріанна Панчіатікі Ксіменес д'Арагона Паулуччі (італ. Marianna Panciatichi Ximenes d’Aragona Paulucci) (1835—1919) — італійська вчена у галузі малакології, з доробком в орнітології та ботаніці. Вивчала наземних і прісноводних молюсків Італії, щодо яких опублікувала 32 наукових праці, описала 26 нових для науки видів молюсків, що залишаються визнаними.

## Нові таксони
Описала значну кількість нових для науки видів й інших таксонів, з яких станом на 2024 рік у таксономічній базі даних MolluscaBase як нині визнані відмічені 26 видів.
Деякі описані види:
- Carychium mariae Paulucci, 1878
- Cochlostoma westerlundi (Paulucci, 1879)
- Dilataria boettgeriana (Paulucci, 1878)
- Lehmannia mongianensis (Paulucci, 1879)
- Vitrea etrusca (Paulucci, 1878)
- Xerosecta dohrni (Paulucci, 1882)

## Деякі праці
- Paulucci M. 1878. Matériaux pour servir à l'étude de la faune malacologique terrestre et fluviatile de l'Italie et de ses îles. Paris, Savy. 54 pp.
- Paulucci M. 1881. Contribuzioni alla fauna malacologica italiana. Specie raccolte dal Dr. G. Cavanna negli anni 1878, 1879, 1880 con elenco delle conchiglie abruzzesi e descrizione di due nuove Succinea. Bullettino della Società Malacologica Italiana. 7 (5/12): 69-180, tav. I—V.